# A Marci epizódjainak listája
A Marci (eredeti cím: Cédric) az azonos című képregény alapján készült francia rajzfilmsorozat. Három évada és 156 része készült. 2001. december 23. és 2002. december 12. között futott a France 3 csatornán. Magyarországon 2005. augusztus 1-jén mutatta be az M1 az 1. évadot. A második évadot 2007. szeptember 6-án kezdte el adni szintén az M1. Ezt a 2 évadot az M2 is megismételte. A 3. évadot 2009. december 28-án kezdte el adni az M2.

## Évados áttekintés
| Évad | Évad | Epizódok | Eredeti sugárzás    | Eredeti sugárzás    | Eredeti sugárzás |
| Évad | Évad | Epizódok | Magyar Évadpremier  | Magyar Évadzárás    |                  |
| ---- | ---- | -------- | ------------------- | ------------------- | ---------------- |
|      | 1    | 52       | 2005. augusztus 1.  | 2005. szeptember 2. |                  |
|      | 2    | 52       | 2007. szeptember 6. | 2007. november 19.  |                  |
|      | 3    | 52       | 2009. december 28.  | 2010. március 9.    |                  |

## Epizódok

### 1. évad
| #  | Magyar cím                            | Eredeti cím                   | Magyar Bemutató     |
| 1  | Suliszerelem                          | J'aime l'école                | 2005. augusztus 1.  |
| 2  | Lánykérés                             | Je veux l'épouser             | 2005. augusztus 1.  |
| 3  | Kavics a cipőben                      | Un caillou dans la chaussure  | 2005. augusztus 2.  |
| 4  | Tiberius és Caligula                  | Tibère contre Caligula        | 2005. augusztus 2.  |
| 5  | Iskolai buli                          | Le bal de l'école             | 2005. augusztus 3.  |
| 6  | A nagy hajcihő                        | La boule à zéro               | 2005. augusztus 3.  |
| 7  | A fénykép                             | La photo                      | 2005. augusztus 4.  |
| 8  | A bross balhé                         | L'honorable broche            | 2005. augusztus 4.  |
| 9  | Éljen a sport!                        | Le sport                      | 2005. augusztus 5.  |
| 10 | A pilóta                              | Commandant de bord            | 2005. augusztus 5.  |
| 11 | Utálom!                               | Je le hais                    | 2005. augusztus 8.  |
| 12 | Az én apukám űrhajós                  | Mon papa est astronaute       | 2005. augusztus 8.  |
| 13 | Nem szeretem a szünidőt               | J'aime pas les vacances       | 2005. augusztus 9.  |
| 14 | Stílusosan                            | Dans le vent                  | 2005. augusztus 9.  |
| 15 | A zsarolás                            | Un odieux chantage            | 2005. augusztus 10. |
| 16 | Nehéz dolog művésznek lenni           | C'est dur la vie d'artiste    | 2005. augusztus 10. |
| 17 | Nem féltékeny csak...                 | Jalousie                      | 2005. augusztus 11. |
| 18 | Az unokatesóm, Yolanda                | Ma cousine Yolande            | 2005. augusztus 11. |
| 19 | Fülig szerelem                        | Maladie d'amour               | 2005. augusztus 12. |
| 20 | Papó, a mókamester                    | Pépé se rebiffe               | 2005. augusztus 12. |
| 21 | A kenyérkereső                        | Soutien de famille            | 2005. augusztus 15. |
| 22 | Csak gördülékenyen                    | Roulez jeunesse               | 2005. augusztus 15. |
| 23 | Lovat akarok                          | Je veux un cheval             | 2005. augusztus 16. |
| 24 | Papának betelik a pohár               | La fugue de Pépé              | 2005. augusztus 16. |
| 25 | A szerelem fáj                        | Blessures d'amour...          | 2005. augusztus 17. |
| 26 | Szavazz Marcira                       | Votez Cédric!                 | 2005. augusztus 17. |
| 27 | Szabad egy táncra, hölgyem?           | Voulez-vous danser Marquise ? | 2005. augusztus 18. |
| 28 | A gyatra játékos                      | Mauvais joueur                | 2005. augusztus 18. |
| 29 | Az új gyerek                          | La petite nouvelle            | 2005. augusztus 19. |
| 30 | A finom hölgy                         | Femme fragile                 | 2005. augusztus 19. |
| 31 | Aki jól dolgozik, jó fizetést érdemel | Toute peine mérite salaire    | 2005. augusztus 22. |
| 32 | A felvágás                            | Le fanfaron                   | 2005. augusztus 22. |
| 33 | Mi van a fejedben?                    | Tout est dans la tête         | 2005. augusztus 23. |
| 34 | "Csen-csen gyűrű"                     | Bague à part                  | 2005. augusztus 23. |
| 35 | Szerelmi zálog                        | Preuves d'amour               | 2005. augusztus 24. |
| 36 | A nagy ügy                            | La grande scène               | 2005. augusztus 24. |
| 37 | Többet ésszel, mint erővel            | Des méninges et des muscles   | 2005. augusztus 25. |
| 38 | Boldog ünnepeket                      | Réveillon tendresse           | 2005. augusztus 25. |
| 39 | S.O.S. tévé                           | SOS télé                      | 2005. augusztus 26. |
| 40 | Nyugi, Papó!                          | Relax, Pépé                   | 2005. augusztus 26. |
| 41 | Női szeszély                          | Capricieuse Caprice           | 2005. augusztus 29. |
| 42 | Görkorira fel!                        | Des rollers à tout prix       | 2005. augusztus 29. |
| 43 | Moziőrület                            | Ciné-fiasco                   | 2005. augusztus 30. |
| 44 | Szerelmes levelek                     | Lettres d'amour               | 2005. augusztus 30. |
| 45 | Papó kémkedik                         | Pépé m'espionne               | 2005. augusztus 31. |
| 46 | A nagy lebukás                        | Le rallye                     | 2005. augusztus 31. |
| 47 | Papó bevágja a durcit                 | Pépé boude                    | 2005. szeptember 1. |
| 48 | Barátaink az állatok                  | Nos amies les bêtes           | 2005. szeptember 1. |
| 49 | Nyolcévesnek lenni irtó nehéz         | Dur dur d'avoir huit ans      | 2005. szeptember 2. |
| 50 | Osztályharc                           | Plein la vue                  | 2005. szeptember 2. |
| 51 | Aki valaki, az nem akárki             | Devenir quelqu'un             | 2005. szeptember 2. |
| 52 | Zsúrverseny                           | Quand votre cœur fait boum    | 2005. szeptember 2. |

### 2. évad
| #       | Magyar cím                    | Eredeti cím                      | Magyar Bemutató      |
| 53(1)   | Szerelők szerencséje          | Série noire                      | 2007. szeptember 6.  |
| 54(2)   | Papó születésnapja            | La fête à Jules                  | 2007. szeptember 7.  |
| 55(3)   | Ép fogsor-szép mosoly         | Une bête histoire de dents       | 2007. szeptember 10. |
| 56(4)   | A roller                      | Amour et trottinette             | 2007. szeptember 11. |
| 57(5)   | A hódítás titka               | La grande course                 | 2007. szeptember 12. |
| 58(6)   | Chen-mentő akció              | Kidnapping                       | 2007. szeptember 13. |
| 59(7)   | Papó, Papó!                   | Insomnie                         | 2007. szeptember 14. |
| 60(8)   | Tévé és valóság               | Comme à la télé                  | 2007. szeptember 17. |
| 61(9)   | Édeske                        | Un amour de souris               | 2007. szeptember 18. |
| 62(10)  | A cserediák                   | Le nouveau                       | 2007. szeptember 19. |
| 63(11)  | Hattyúk tava                  | Danseur étoile                   | 2007. szeptember 20. |
| 64(12)  | A szerelmeslevél              | Au pied du mur                   | 2007. szeptember 21. |
| 65(13)  | A kirándulás                  | Youkaidi Youkaida                | 2007. szeptember 24. |
| 66(14)  | Küzdelmes élet                | Cédric rebondit                  | 2007. szeptember 25. |
| 67(15)  | Szerelmi vallomás             | Ah! Les casses-pieds!            | 2007. szeptember 26. |
| 68(16)  | Otthon és hivatás             | Chouette, Maman travaille        | 2007. szeptember 27. |
| 69(17)  | Szeret-nem szeret             | Le divorce                       | 2007. szeptember 28. |
| 70(18)  | Becses emlékek                | Comme une vieille pantoufle      | 2007. október 1.     |
| 71(19)  | Indián tánc                   | Tomahawk et mocassins            | 2007. október 2.     |
| 72(20)  | A költözés                    | Lé déménagement                  | 2007. október 3.     |
| 73(21)  | Házimunka fiúknak             | Homme à tout faire               | 2007. október 4.     |
| 74(22)  | Bocsánatos bűnök              | Le vase orange                   | 2007. október 5.     |
| 75(23)  | Jó példa, rossz példa         | Les chiens ne font pas des chats | 2007. október 8.     |
| 76(24)  | Úszótanfolyam                 | Maman les petits bateaux...      | 2007. október 9.     |
| 77(25)  | Csu néni látogatása           | La visite de la grande tante     | 2007. október 10.    |
| 78(26)  | Egy csipetnyi varázslat       | Retour d'affection               | 2007. október 11.    |
| 79(27)  | Az ellenőrző                  | Bulletin maudit                  | 2007. október 12.    |
| 80(28)  | A számítógép                  | Maili mailo                      | 2007. október 15.    |
| 81(29)  | A kirakó                      | Le puzzle                        | 2007. október 16.    |
| 82(30)  | Ősök és hősök                 | Mes ancêtres                     | 2007. október 17.    |
| 83(31)  | Vigyázó szemek                | Amour et pince à épiler          | 2007. október 18.    |
| 84(32)  | Kéz a kézben                  | Main dans la main                | 2007. október 19.    |
| 85(33)  | Gyalogosan, vagy kocsival     | A pied ou en voiture             | 2007. október 22.    |
| 86(34)  | Hétvégi tortúra               | Copains, copines                 | 2007. október 24.    |
| 87(35)  | Apa főz                       | Dur à cuire                      | 2007. október 25.    |
| 88(36)  | Szakíts, ha bírsz             | Bon à jeter                      | 2007. október 26.    |
| 89(37)  | Elnöki látogatás              | La visite du premier ministre    | 2007. október 29.    |
| 90(38)  | Korkérdés                     | Mauvais pli                      | 2007. október 30.    |
| 91(39)  | A kabala                      | Le porte-bonheur                 | 2007. október 31.    |
| 92(40)  | A töri óra                    | La leçon d'histoire              | 2007. november 1.    |
| 93(41)  | Micsoda hév!                  | Sacrés tempéraments              | 2007. november 2.    |
| 94(42)  | Macska, macska hátán          | Chats, chats, chats              | 2007. november 5.    |
| 95(43)  | A zseniális ötlet             | Une idée de génie                | 2007. november 6.    |
| 96(44)  | A fogadás                     | Le pari                          | 2007. november 7.    |
| 97(45)  | Az ígéret szép szó            | Juré, c'est juré                 | 2007. november 8.    |
| 98(46)  | Ijessz rá!                    | Fais-lui peur                    | 2007. november 9.    |
| 99(47)  | Téli örömök                   | Vive l'hiver                     | 2007. november 12.   |
| 100(48) | Itt a világ vége!             | La fin du monde                  | 2007. november 13.   |
| 101(49) | Kis lépés az embernek?        | Simple comme un coup de fil      | 2007. november 14.   |
| 102(50) | Szerelem ellen nincs orvosság | Quel casse-tête, l'amour!        | 2007. november 15.   |
| 103(51) | Alíz                          | Alice                            | 2007. november 16.   |
| 104(52) | A szépség és a szörnyeteg     | La belle et le bête              | 2007. november 19.   |

### 3. évad
| #       | Magyar cím                | Eredeti cím                                  | Magyar Bemutató    | Leírás |
| 105(1)  | Csillaghullás             | Pluie d'étoiles                              | 2009. december 28. | Hamarosan jön a csillaghullás aminek örömére Marci szülei elmennek abba a szállodába ahol meglátták a hullócsillagot. Eközben Marci elmegy az osztállyal megnézni a csillaghullást, és el akarja dugni Balkó teleszkópját. |
| 106(2)  | Tiéd a főnyeremény        | T'as le ticket                               | 2009. december 29. | Amikor a tévében kisorsolják a lottószámokat Papó úgy gondolja, hogy az ő szelvénye nyert. Viszont sehol se találják meg a szelvényt. |
| 107(3)  | Most és mindörökre        | Amour toujours                               | 2009. december 30. | Az osztály elmegy a parkba és rendeznek egy páros kenutúrát. Marci persze kap az alkalmon hogy Chennel üljön egy kenuban viszont ekkor, Martin elmeséli mit látott a TV-ben arról hogy valaki kiszeretett a lányból amikor együtt lehettek. Emiatt Marci aggódni kezd.                                                                  |
| 108(4)  | Közös élmények            | Vivre quelque chose ensemble                 | 2009. december 31. | Az iskolában egy páros előadást kell tartani. Marcinak és Chennek az állatokról kell csinálni azonban, összevesznek. |
| 109(5)  | A szőnyeg szélén          | Un forfait direct au tapis                   | 2010. január 1.    | Balkónak új telefonja lesz, ami miatt Marci irigy lesz rá azonban ezért, ellopja apjáét amivel (Balkóéval ellentétben) lehet külföldre telefonálni |
| 110(6)  | Minta lány ez a fiú       | Les garçons sont des filles comme les autres | 2010. január 4.    | Marci megpróbálja megkeresni a benne lakozó lányt ezért, elvállalja hogy vigyáz Vali kisöccsére. |
| 111(7)  | Oroszlántánc              | La danse du lion                             | 2010. január 5.    | Balkó mutat egy oroszlánbőrt amit Nelli néni kiállít. Marciék ellopják a bőrt hogy elmenjenek vele este a Lampionünnepélyre. |
| 112(8)  | Szerelmi perpatvar        | Vive les disputes                            | 2010. január 6.    | Miután Marci meglátja hogy a veszekedésekből nagy kibékülések lesznek, megpróbálja felbosszantani Chent. |
| 113(9)  | Ma nincs szerencsém       | Au petit bonheur la poisse                   | 2010. január 7.    | Vurstli érkezik a városba ahova Marciék is elmennek azonban, Gyuri azt olvasta a horoszkópjában hogy ma nem lesz szerencséje, ami be is igazolódik. |
| 114(10) | A tréfamester             | Blagues en blog                              | 2010. január 8.    | Egy új tréfamester van az interneten aki a "Tréfamester" névre hallgat. Miután Nelli nénit csúnyán megtréfálta, Marciék úgy döntenek hogy ellátják a baját. |
| 115(11) | Csúszos terep             | Amoureux transi                              | 2010. január 11.   | Az osztály másnap korcsolyaversenyt tart, ahova Chen nem tud elmenni, mert a nagymamája jön hozzá. Emiatt Marci sem akar menni, ezért betegnek tetteti magát. Viszont kiderült, hogy Chenhez csak később jön a nagymamája, ezért Gyuri fog ágyban lenni Marci helyett.                                                                  |
| 116(12) | Ízek kavalkádja           | La fête dégoût                               | 2010. január 12.   | Az osztály azt a feladatot kapta hogy párban csináljanak sütiket. Marci Chennel, Gyuri Helgával azonban mindkét csapat összevesz mert egyiküknek sem ízlik a másiké. |
| 117(13) | Idősek napja              | A chacun son vieux                           | 2010. január 13.   | Az iskolában Idősek napja lesz ahova Papó nem akar elmenni emiatt Marci mérges lesz rá. Ekkor Chen jön el hogy gondoskodjon Papóról. |
| 118(14) | A táborozás               | Coup de lune                                 | 2010. január 14.   | Marci és Chen a kertben sátoroznak miközben a szülei elmennek itthonról. Azonban Gyuri azt hiszi hogy a többi barátjának is szervezi ezt a sátorozós éjszakát ezért mindenkit meghív. |
| 119(15) | Felvétel!                 | Action                                       | 2010. január 15.   | Balkónak új kamerája van, miközben Nelli néni bejelenti hogy gyerekeknek filmforgató pályázatot hirdettek, amire kell egy forgatókönyv. Természetesen Marci kap az alkalmon és ír egy forgatókönyvet. |
| 120(16) | Marci átváltozása         | Tendance Cédric                              | 2010. január 18.   | Marci unokatesója, Yolanda jön látogatóba és ad pár divattanácsot Marcinak. |
| 121(17) | Kutyadolog                | A cabot, cabot et demi                       | 2010. január 19.   | Marci és Chen találnak egy kiskutyát az utcán akit elneveznek Kesunak. Azonban se ő se Chen és más se tudja az osztályból megtartani. |
| 122(18) | Mikor a jeti jófej        | Quand le Yéti s'en mèle                      | 2010. január 20.   | Martin azt mesélte látta Chent ahogy megpuszilt egy másik fiút. Emiatt Marci bepöccen és összefirkálja Chen képét. Eközben Joli jön Marcihoz aki meg akarja mutatni a képet Chennek. |
| 123(19) | A szünidő lélektana       | Vacances en toc                              | 2010. január 21.   | Marci azt mondja az osztálytársainak hogy Grönlandon volt. Nelli néni azt kéri tőle tartson képes előadást, ehhez Gyuri bátyjának képszerkesztő programjára van szükség. Viszont egy hiba folytán kitörlődnek a szerkesztett képek, és Marcit pszichológushoz kell küldeni, aki szerint önbizalom hiánya van ezért mindenki dicséri őt. |
| 124(20) | Menni vagy maradni        | Ça déménage                                  | 2010. január 22.   | Chenék szomszédjában lesz egy kiadó lakás, ahova Marci azonnal el akar költözni. Ehhez elhiteti a várossal hogy a házukhoz költözik a szemétlerakó. |
| 125(21) | A gének fogságában        | Malédiction génétique                        | 2010. január 25.   | Martin meséli hogy mit látott a TV-ben a génekről. Ezért Marci megpróbál megváltozni hogy ne legyen lobbanékony azonban, Martinék ezt kihasználják. |
| 126(22) | Úti cél: Ismeretlen       | C'est quand même pas le Pérou                | 2010. január 26.   | Papó a szülinapjára kap egy repülőjegyet Stockholmba azonban, fél a repüléstől. Ezért a nővérénél száll meg addig és más elutazik helyette. |
| 127(23) | Korrepetáció frász        | Inattendu soutien                            | 2010. január 27.   | Marcinak megint rossz lett a dolgozata ezért, magántanárt keresnek Marcinak. Találnak is egyet Pálcás nénit akinek a tanítási módszere azonban sem Papónak sem Marcinak nem tetszik |
| 128(24) | Marci babázik             | Cédric et les bébés                          | 2010. január 28.   | Marci megpróbálja rászánni magát hogy elmondja Chennek, hogy tetszik neki. Azonban ez nem jön össze ráadásul még Valli is megint rábízza a kisöccsét. |
| 129(25) | Marci taxija              | Un taxi pour Cédric                          | 2010. január 29.   | Marci anyja megkapta a jogosítványt ezért, szeretné ha szerdánként elvinné őt a lovas klubba. Megpróbálja rávenni apját hogy menjen biciklivel, de az anyja inkább fogyókúrára fogja. Azonban végül mégiscsak belemegy viszont, egésznap furikáznia kell Marci barátait.                                                                |
| 130(26) | Ments meg a Jetitől!      | Sauver le Yéti                               | 2010. február 1.   | Yoli Marciéknál fogja tölteni a szünidőt aminek Marci természetesen nem örül, ráadásul folyamatosan piszkálja Marcit, ezért bosszút akar állni. |
| 131(27) | Sárkányeregetés           | Autant on emporte les cerfs                  | 2010. február 2.   | Marci apja szeretne együtt lenni a fiával és találtak is programot. Megtanítja Marcit sárkányt eregetni, azonban ő nem tud ezért mérges lesz. De amikor megtudta hogy Chen is sárkányt ereget mégis megszereti és elindul a versenyen.                                                                                                  |
| 132(28) | A nagy titok              | Comment plaire à une fille                   | 2010. február 3.   | Marci megtalálja apja régi könyvét. "Hogyan hódítsunk meg egy lányt 3 nap alatt". Marci kipróbálja a tanácsokat, de Chennek nem tetszik. |
| 133(29) | Több házi feladatot       | Les fruits de la passion                     | 2010. február 4.   | Marci hazahozza a legújabb bizonyítványát. Mivel megint rossz lett ezért, újra korrepetálás tanárt keresnek a szülei. Találnak is egy tökéletes korrepetálót Anaist aki játékosan tanítja Marcit így jó jegyeket kap. Emiatt azonban úgy gondolják már nincs szüksége magántanárra.                                                     |
| 134(30) | Nelli néni aggodalmai     | Mademoiselle Nelly a des ennuis              | 2010. február 5.   | Nelli néni aggódik mert jön hozzá a tanfelügyelő. Hogy jó osztályzatot kaphasson Marciék úgy döntenek hogy jól viselkednek. Azonban egy félreértés miatt le akarják rontani a jegyét. |
| 135(31) | Marci a mágus             | Magique Cédric                               | 2010. február 8.   | |
| 136(32) | Ha nagy leszek            | Quand je serai grand                         | 2010. február 9.   | |
| 137(33) | Szülinapi buli            | Bisous à qui vous voulez                     | 2010. február 10.  | |
| 138(34) | 3 férfi és egy bébi       | 3 hommes et un bambin                        | 2010. február 11.  | |
| 139(35) | A nemtörődöm látnok       | Marabout de ficelle                          | 2010. február 12.  | |
| 140(36) | Egy csokor rózsa          | Pour une poignée de roses                    | 2010. február 15.  | |
| 141(37) | A szerelem ára            | Quand on aime on ne compte pas               | 2010. február 16.  | |
| 142(38) | Marci, a láthatatlan      | Invisible Cédric                             | 2010. február 17.  | |
| 143(39) | Botcsinálta sátorozók     | Cafouillages et crustacés                    | 2010. február 18.  | |
| 144(40) | Egy igazi hódoló          | Capucine Pot de Colle                        | 2010. február 19.  | |
| 145(41) | Mint a tévében            | Vu à la télé                                 | 2010. február 22.  | |
| 146(42) | Az osztálykép             | Photo de classe                              | 2010. február 23.  | |
| 147(43) | Jóból is megárt a sok     | Mise au parfum                               | 2010. február 24.  | |
| 148(44) | Barátkozás a környezettel | Écolo mais pas trop                          | 2010. február 25.  | |
| 149(45) | Naptárképességek          | Le calendrier de Cédric                      | 2010. február 26.  | |
| 150(46) | Jótét lélek               | La bonne cause                               | 2010. március 1.   | |
| 151(47) | Viharos éjszaka           | Vive la bonne humeur                         | 2010. március 2.   | |
| 152(48) | Félni vagy nem félni      | Frissons garantis                            | 2010. március 3.   | |
| 153(49) | Marci a megmentő          | Mon pépé à moi                               | 2010. március 4.   | |
| 154(50) | Egésznapos elfoglaltság   | Boulot de plein temps                        | 2010. március 5.   | |
| 155(51) | Barát barátért            | Dur de choisir                               | 2010. március 8.   | |
| 156(52) | Kistesó érkezik           | Le petit frère                               | 2010. március 9.   | |